# Zírida-dinasztia
A Zírida berber eredetű uralkodó dinasztia volt a 10. század vége és a 12. század közepe közt Ifríkija államban, amely nagyjából a mai Tunézia területének felelt meg. Fővárosuk először Kairuán, majd 1057-től a tengerparti Mahdijja volt.
A család egy ága Granadát kormányozta 1013–1090 között. Szintén e dinasztiából ágazott ki a mai Algéria területét a 10. század elejétől a 12. század közepéig uraló Hammádida-dinasztia.
A Zíridák majdnem két évszázadon keresztül a szintén tunéziai eredetű, a mai Kairóban uralkodó Fátimida kalifák hűbéresei voltak. Saraf ad-Daula al-Muizz ibn Bádísz zírida emír 1048-ban szakadt el a síita Fátimidáktól és áttért a szunnita iszlám hitre. A Fátimidák bosszúból beduin törzseket küldtek a zírida állam ellen, amely a inváziójuk nyomán hanyatlani kezdett és a tengerpartra szorult vissza. Pusztulásához végül a szicíliai normannok támadásai vezettek 1148-ban.

## Történetük

### A kezdetek
A dinasztia alapítója, Zíri ibn Manád a magrebi szanhádzsa berberek közül való volt, és nagy szolgálatokat tett a 909-től Ifríkiját uraló Fátimidáknak: az általa alapított Asírból harcolt az ellenséges Zanáták ellen, illetve Abu Jazíd, a „szamaras ember” lázadásakor felmentette az ostromlott fővárost, Mahdijját. Jutalomképpen fiát, Buluggint (más írásmód alapján Bulukkin) nevezték ki egész Ifríkija helytartójává 972-ben, amikor al-Muizz fátimida kalifa Egyiptomba tette át a székhelyét. A lojális Buluggin sikerrel harcolt a Córdobai Kalifátus ellen és több területet meg tudott hódítani nyugaton, jutalomképpen pedig a magterületeiktől keletre eső Tripolit is megkapta al-Azíztól.
A 984-ben elhunyt Buluggin fia és utódja, al-Manszúr (984–996) igyekezett önálló uralkodóként viselkedni. Fia, Bádísz (996–1016) Buluggin egyik fiát, Hammádot bízta meg a zanáták elleni harccal, aminek keretében 1008-ban önálló fejedelemséget alakított ki Beni Hammád központtal, a Sott el-Hodna medencéje közelében. A kisgyermekként trónra kerülő al-Muizz ibn Bádísz (1016–1062) erős flottát épített ki, amivel több portyát vezetett Dél-Itália és a bizánci területek ellen. 1049-ben már elég erősnek érezte magát ahhoz, hogy a szunnita lakosság többségének támogatásával elutasítsa a síita Fátimidák uralmát.

### Hanyatlás és bukás
A megrendült hatalmú fátimida kalifa, al-Musztanszir a megbízhatatlan felső-egyiptomi arab nomádok Banú Hilál és Banu Szulajm nevű törzsszövetségének nyugatra indításával torolta meg a Zíridák elszakadását. Al-Muizz 1052-ben és 1057-ben is vereséget szenvedett az araboktól. A beduinok elözönlötték a zírida területek nagy részét, és Tamím ibn al-Muizz (1062–1108) hatalma a tengerparti sávra szorult vissza. Hosszú uralkodása alatt a feltörekvő itáliai tengeri hatalmak, Genova és Pisa flottája tönkreverte a dinasztia tengeri haderejét is. Utódai, Jahja ibn Tamím (1108–1116) és Ali ibn Jahja (1116–1121) újjáépítette a flottát és a Magrebet egyesítő Almorávidákkal szövetségben támadást indított a szicíliai normannok ellen. Az utolsó fejedelem, al-Haszan ibn Ali idején II. Roger szicíliai király ellentámadást indított, és 1135-ben elfoglalta Dzserba szigetét, majd 1148-ban a fővárost, al-Mahdijját is.
Az utolsó fejedelem a Hammádidákhoz menekült, akik Algírba telepítették. Amikor a nyugat felől dinamikusan terjeszkedő Almohádok 1151-ben elfoglalták a várost, csatlakozott hozzájuk, és bár azok 1160-ban az ő ösztönzésére elfoglalták Mahdijját, nem adták vissza al-Haszannak a fejedelemséget.

### A granadai Zíridák

A granadai táifa (részfejedelemség) 1037 körül

Granadát 1013-ban szerezte meg Závi ibn Zíri, Zíri ibn Manád egy másik fia, aki a córdobai Ámiridák szolgálatában került az Ibériai-félszigetre. 1008-ban nagy szerepe volt Szulajmán al-Musztaín omajjád kalifa trónra tételében. Szulajmán 1013-ban bevonult Cordóbába, ekkor elismerte Závit Elvira (a későbbi Granada) fejedelmének. A fejedelem hat év múltán úgy döntött, hogy visszatér Észak-Afrikába, ahol kiskorú rokona, al-Muizz mellett remélt befolyást szerezni. Granadában Závi unokaöccse, Habbúsz ibn Mákszan (1019–1038) vette át a hatalmat. Az ő fia, Bádísz ibn Habbúsz (1038–73) uralkodása jelentette az állam fénykorát. Több családi viszályon kellett úrrá lennie, illetve a sevillai Abbádidák terjeszkedésére válaszul meghódította a hammúdida Málagát, amit később felmentett az ostrom alól, és az almeríai emírtől is visszafoglalta Guadixot, miközben Granada városában jelentős építkezéseket hajtott végre. Bádíszt két kiskorú unokája követte a trónon: Granadát Abdalláh ibn Buluggín (1073–1090), Málagát pedig fivére, Tamím ibn Buluggín (1073–1079) örökölte. A sevillai fenyegetést kikerülendő Abdalláh hűbérfizetést vállalt VI. Alfonz kasztíliai királynak, felnőve pedig stabilizálta hatalmát az almeríai és málagai fenyegetéssel szemben. 1085-ben végül hajdani ellenfelével, al-Mutamid sevillai emírrel együtt a magrebi Almorávidákhoz fordult segítségért, és 1086–1088 között részt vett a keresztények ellen vezetett hadjárataikban. Idővel ellenük fordult, de 1090-ben várai harc nélkül kapituláltak előttük. Abdalláh hatalmát vesztve Dél-Marokkóba került száműzetésbe, hamarosan pedig fivére is hasonló sorsra jutott Málagában.

## Zírida uralkodók

### Ifríkijában
| Uralkodó                 | Születési idő | Halálozási idő      | Élethossz | Uralkodási idő                           | Uralkodási évek | Arab név                     | Megjegyzés      |
| ------------------------ | ------------- | ------------------- | --------- | ---------------------------------------- | --------------- | ---------------------------- | --------------- |
| Zírí                     | ?             | 972                 | ? év      | kormányzó: 947 – 972                     | 25 év           |                              | Csak kormányzó. |
| Juszuf Buluddzsin        | ?             | 984. május 25.      | ? év      | emír: 972 – 984                          | 12 év           | بلكين بن زيري                |                 |
| Al-Manszúr               | ?             | 996. április 8.     | ? év      | emír: 984 – 996                          | 12 év           | المنصور بن بلكين             |                 |
| Bádísz                   | ?             | 1016. május 10.     | ? év      | emír: 996 – 1016                         | 20 év           | ناصر الدولة باديس بن المنصور |                 |
| Al-Muizz                 | 1008          | 1062. szeptember 2. | 54 év     | emír: 1016 – 1062                        | 46 év           | شرف الدولة المعز بن باديس    |                 |
| Tamím                    | 1039          | 1108 februárja      | 69 év     | emír: 1062 – 1108                        | 46 év           | تميم بن المع                 |                 |
| Jahiá                    | ?             | 1116                | ? év      | emír: 1108 – 1116                        | 8 év            | يحي بن تميم                  |                 |
| Ali                      | ?             | 1121                | ? év      | emír: 1116 – 1121                        | 5 év            | علي بن يحي                   |                 |
| Al-Haszan                | 1109          | 1171                | 62 év     | emír: 1121 – 1148 kormányzó: 1148 – 1163 | 27 év           | أبو الحسن الحسن بن علي       |                 |
| 1163-tól marokkói uralom |               |                     |           |                                          |                 |                              |                 |

### Granadában
- Závi ibn Zíri (1013–1019)
- Habbúsz ibn Mákszan (1019–1038)
- Bádísz ibn Habbúsz (1038–1073)
- Abdalláh ibn Buluggín (1073–1090)
- Tamím ibn Buluggín (1073–1090) – Málagában